# Crematogaster atitlanica
Crematogaster atitlanica là một loài kiến đặc hữu của Guatemala .